# Le Retour à la terre (film)
Pour la série de bandes dessinées, voir Le Retour à la terre.
Pour les articles homonymes, voir Retour à la terre.
Le Retour à la terre un documentaire réalisé en 1976 par le cinéaste québécois Pierre Perrault. Il s'intéresse à la situation des gens vivant dans l'Abitibi rurale.
Le film suit Un royaume vous attend (1975), son premier d'une série portant sur la condition de l'Abitibi avec C’était un Québécois en Bretagne madame! (1977) et Gens d'Abitibi (1980).